# Pierre Bayard
Pierre Bayard (sinh năm 1954) là một tác giả, giáo sư văn học, nhà tâm lý học người Pháp.

## Tiểu sử
Pierre Bayard sinh năm 1954, hiện là giáo sư văn chương ở Đại Học Paris 8 Lưu trữ ngày 9 tháng 8 năm 2018 tại Wayback Machine nhà văn/nhà phê bình văn học và chuyên gia phân tích tâm lý. Ông là tác giả của nhiều tiểu luận độc đáo và nổi tiếng như Le paradoxe du menteur. Sur Laclos (Nghịch lí của kẻ nói dối. Bàn về Laclos), Qui a tué Roger Ackroyd ? (Ai đã giết Roger Ackroyd ?), Comment parler des livres que l'on n'a pas lus ? (Làm sao nói về những cuốn sách chưa đọc ?) Aurais-je été résistant ou bourreau ? (Tôi có thể là người kháng chiến hay tên bạo chúa ?), L'Enigme Tolstoïevski (Bí ẩn Tolstoïevski)

## Trường phái, thủ pháp
Bayard chính là người sáng lập trường phái « la Critique Interventionniste » (phê bình can thiệp). La critique interventionniste là một kiểu thức phê bình văn học mà người phê bình không phải là một độc giả thụ động đứng bên ngoài tác phẩm, mà đi sâu vào bên trong tác phẩm để nghiên cứu nhờ vào một hệ thống các phương pháp phân tích và những khái niệm đã tồn tại, lấy điểm nhìn của một người có tham gia vào câu chuyện của tác phẩm để đọc và phân tích. Có ba phương pháp chính của critique interventionniste là critique d'amélioration (Cf. Comment améliorer les œuvres ratées ? hoặc Et si les œuvres changeaient d'auteur ?), critique par anticipation (Cf. Demain est écrit, Le Plagiat par anticipation) và critique policière. Phương pháp critique policière (phê bình trinh thám) được vận dụng trong phê bình tiểu thuyết trinh thám, Pierre Bayard đi sâu vào những tiểu thuyết ấy, mượn góc nhìn của chính người kể hay nhân vật bên trong tác phẩm và chứng minh rằng tiểu thuyết gia đã nhầm lẫn về kẻ giết người, hay tên tội phạm và từ đó, nhà phê bình đề xuất một giải pháp mới của riêng ông. Cf. Qui a tué Roger Ackroyd ? (Sự thật Vụ ám sát Roger Ackroyd), hoặc Affaire du Chien des Baskerville (Về vụ án Con chó săn của dòng họ Baskerville). Trong tình huống phê bình can thiệp này Pierre Bayard không làm thay đổi gì trong tác phẩm đã xuất bản mà chỉ đề xuất một cái kết khác, một tình huống mới cho tác phẩm.
Cùng với trường phái phê bình can thiệp, Pierre Bayard cũng sáng tạo một thể loại tiểu luận mới « la fiction théorique » (tiểu luận hư cấu). Khác với những tiểu luận chuyên ngành xã hội nhân văn ở đó người viết « tôi » cũng chính là tác giả, trong tiểu luận hư cấu lý thuyết tác giả không phải là « người kể », đây vốn là đặc tính mà Pierre Bayard vận dụng từ văn chương bởi lẽ trong tác phẩm văn học nhà văn không phải là người tự sự cho dù người tự sự trong tác phẩm ấy có viết ở ngôi thứ nhất số ít là « tôi ».
Hài hước là yếu tố nền tảng ẩn sau giọng điệu nghiêm túc của một nhà phê bình văn học xây dựng nên văn phong đặc thù của Pierre Bayard. Tất cả tiểu luận của ông đều viết bằng một giọng tự trào với những khái niệm lý thuyết có thể khiến những độc giả hàn lâm phản đối, thế nhưng, chính sự hài hước có phần khiêu khích táo bạo ấy lại có một chức năng kích thích tư duy phân tích nơi người đọc, kêu gọi người đọc có óc phê phán và biết giữ một khoảng cách hợp lý với tác phẩm đang đọc để có thể hiểu và nhìn thấu những tầng ý nghĩa sâu hơn, những tuyến truyện thoát ra ngoài văn bản cố định để làm một độc giả thông minh và độc lập. Tiểu luận nổi tiếng của ông Comment parler des livres que l'on n'a pas lus ?, Minuit, 2007 (Làm sao nói về những cuốn sách chưa đọc ?) là minh chứng cụ thể nhất cho văn phong vừa hài hước khiêu khích nhưng vô cùng nghiêm túc ấy 

## Tác phẩm nổi bật
Pierre Bayard nổi tiếng với cuốn tiểu luận best-seller của ông đã được dịch ra trên ba mươi ngôn ngữ Comment parler des livres que l'on n'a pas lus, Minuit, 2007 (Bản dịch tiếng Việt: Làm sao nói về những cuốn sách chưa đọc, Nhã Nam & Nhà xuất bản Thế giới); qua đó nhà văn nêu lên một quan điểm mới lạ độc đáo khi nghiên cứu sự đọc dưới góc độ đa chiều giao thoa gữa phân tâm học, văn học và thậm chí còn mang hơi hướng triết học. Tác giả đã sáng tạo khái niệm không-đọc, không có nghĩa là không đọc mà là không bám vào từng chi tiết của một cuốn sách, để rồi chỉ có thể tự giới hạn hiểu biết ở một hoặc một số ít cuốn sách, để từ đó tác giả định nghĩa Đọc không phải là tích lũy nhiều trang sách/nhiều cuốn sách mà là có cái nhìn toàn thể lên một cuốn sách và biết xác định vị trí một cuốn sách ở đâu trong tổng thể nhiều cuốn sách. Các nhân vật được Pierre Bayard dẫn làm ví dụ trong tiểu luận này của ông rất đa dạng, từ anh thủ thư, các nhà văn, triết gia, đến giáo sư đại học, rồi anh phóng viên truyền hình và thậm chí cả một con mèo v.v. Cho dù là người làm nghề gì, mức độ gần gũi với sách vở thế nào, tầm quan trọng của sách vở trong công việc của họ ra sao thì cái cốt lõi cuối cùng của việc đọc là tư duy đọc: tư duy kết nối như anh thủ thư, tư duy tổng hợp như Valéry, tư duy điều "cốt lõi" như Montaigne, tư duy trên "quan điểm của người khác" như viên điều tra Baskerville.... Tóm lại, những con người ấy để tồn tại được lâu dài với sách vở, họ không chỉ đọc mà họ phải tư duy để chinh phục những cuốn sách và xây dựng và mở rộng cái hiểu biết văn hóa. Và quả thực, với số lượng khổng lồ của sách vở tồn tại trên thế giới, đọc không thể nào khác là phải tư duy để có một cái nhìn toàn thể và không bị các chi tiết và số lượng sách vở khổng lồ đè bẹp tư tưởng người đọc. Vậy nên, biết đọc từ dòng đầu đến dòng cuối nhưng cũng hãy biết đọc lướt một cuốn sách, hãy biết bắt đầu một cuốn sách ngay từ đoạn kết hay đoạn giữa... hãy sáng tạo những phương cách tiếp cận sách để sự đọc là một hứng thú và đấy mới chính là người-không-đọc theo định nghĩa của Pierre Bayard.
Tiểu luận L'énigme Tolstoïevski, (Minuit, 2017) (Bí ẩn Tolstoïevski,) - vừa mang sắc thái phân tâm học và văn học, vừa mang tính nghịch lý - thật và không thật - đặc biệt thu hút độc giả bằng nghiên cứu kép hai tiểu thuyết gia Nga kinh điển Tolstoï và Dostoïevski bằng phương pháp liên hợp thông qua chủ đề "đa nhân cách trong tình yêu": Pierre Bayard vượt lên khỏi sự đọc và tiếp nhận truyền thống với những tiểu thuyết Nga kinh điển của hai nhà văn này, phân tích văn bản của chúng trong cái nhìn tổng thể trong một không-gian-thời-gian liên hợp bằng việc nhập hai tiểu sử của hai tác giả, và ghép những đoạn trích văn bản khác biệt cạnh nhau, như thể chúng ta có thể gặp ở thế giới này hai nhà văn riêng biệt Tolstoï et Dostoïevsk và ở thế giới khác - do Pierre Bayard tạo ra - một nhà văn Nga đa nhân cách có tên Tolstoïevski. Đọc L'Enigme Tolstoïevski chúng ta lại gặp lại khái niệm « cái nhìn toàn thể », hẳn nhiên, cuốn tiểu luận chứng tỏ Bayard đọc những tiểu thuyết Nga trong tổng thể những tiểu thuyết Nga; để từ đó tác giả thông qua người đọc tìm cách xác định tương quan của tiểu thuyết này với tiểu thuyết kia trong tổng thể.
Trong tác phẩm mới nhất, La vérité sur "Dix Petits nègres" (Sự thật câu chuyện "Mười người da đen nhỏ") (Minuit, 2019), bằng phương pháp phê bình trinh thám, Pierre Bayard mở lại cuộc điều tra về vụ án mạng trong tiểu thuyết trinh thám kinh điển của Agatha Christie và chứng minh rằng Christie đã nhầm lẫn về kẻ giết người trong cái kết của bà. Cuốn sách của ông là một cuộc điều tra phản biện nhằm khôi phục một sự thật. Tác giả sử dụng cùng một phương pháp phân tích, loại suy mà ông đã dùng trong Qui a tué Roger Ackroyd ? (Sự thật Vụ ám sát Roger Ackroyd) và Affaire du chien des Baskerville (Về vụ án Con chó săn của dòng họ Baskerville), và phân tích những chi tiết thiếu chặt chẽ ngay trong văn bản của A. Christie nhằm làm sáng tỏ một bí ẩn tồn tại gần thế kỷ mà không người đọc nào nhận ra, thậm chí ngay cả chính tác giả Agatha Christie. Điều mới lạ trong tiểu luận mới này là Bayard để chính kẻ giết người thực sự làm nhân vật chính và kể lại cho độc giả biết hành trình phạm tội và xóa dấu vết của hắn.

## Vinh danh
2009: Thành viên danh dự của Viện Đại Học Pháp.
2021: Giải Marguerite-Yourcenar cho toàn bộ các sáng tác của ông.

## Danh mục tác phẩm

### Tiểu luận văn học
- Balzac et le troc de l'imaginaire. Lecture de La Peau de chagrin, Lettres modernes-Minard, 1978
- Symptôme de Stendhal. Armance et l'aveu, Lettres modernes-Minard, 1980
- Il était deux fois Romain Gary, PUF, 1990
- Le Paradoxe du menteur. Sur Laclos (Nghịch lí của kẻ nói dối. Bàn về Laclos), Minuit, 1993
- Maupassant, juste avant Freud, Minuit, 1994
- Le Hors-sujet. Proust et la digression, Minuit, 1996
- Qui a tué Roger Ackroyd ? (Về Vụ ám sát Roger Ackroyd), Minuit, 1998 et « Reprise », 2002
- Comment améliorer les œuvres ratées ? (Làm sao cải thiện những tác phẩm dở?), Minuit, 2000
- Enquête sur Hamlet. Le Dialogue de sourds (Điều tra về Hamlet. Hội thoại giữa những người điếc), Minuit, 2002
- Peut-on appliquer la littérature à la psychanalyse, Minuit, 2004
- Demain est écrit (Tương lai đã được định sẵn), Minuit, 2005
- Comment parler des livres que l'on n'a pas lus, (Làm sao nói về những cuốn sách chưa đọc?), Minuit, 2007
- L'Affaire du chien des Baskerville, (Về vụ án Con chó săn của dòng họ Baskerville), Minuit, 2008
- Le Plagiat par anticipation, Minuit, 2009
- Et si les œuvres changeaient d'auteur ?, Minuit, 2010
- Comment parler des lieux où l'on n'a pas été ?, Minuit, 2012
- Aurais-je été résistant ou bourreau ? (Tôi có thể là người kháng chiến hay tên bạo chúa ?), Minuit, 2013
- Il existe d'autres mondes, Minuit, 2014
- Aurais-je sauvé Geneviève Dixmer ?, Minuit, 2015
- Le Titanic fera naufrage, Minuit, 2016
- L'énigme Tolstoïevski (Bí ẩn Tolstoïevski), Minuit, 2017
- La vérité sur "Dix petits nègres", (Sư thật về câu chuyện "Mười người da đen nhỏ"), Minuit, 2019
- Comment parler des faits qui ne se sont pas produits ? (Làm sao nói về những chuyện không xảy ra?), Minuit, 2020
- Oedipe n'est pas coupable, (Oedipe không phạm tội giết cha), Minuit, 2021
- Et si les Beatles n'étaient pas nés ?, Minuit, 2022
- Hitchcock s'est trompé, Minuit, 2023.

### Tác phẩm chủ biên
- Lire avec Freud. Pour Jean Bellemin-Noel, dir. Pierre Bayard, Presses universitaires de France, 1998
- Le Détour par les autres arts. Pour Marie-Claire Ropars, dir. Pierre Bayard et Christian Doumet, L'Improviste, 2004
- Lecture de Romain Gary, dir. François Aubel, coédition Le Magazine littéraire-Gallimard, 2011[1]